# كارول درينكووتر
كارول درينكووتر (بالإنجليزية: Carol Drinkwater)‏ (22 أبريل 1948، لندن الكبرى في المملكة المتحدة)؛ كاتِبة مُتخصِّصة في أدب الأطفال وروائية بريطانية.

## روابط خارجية
- كارول درينكووتر على موقع IMDb (الإنجليزية)
- كارول درينكووتر على موقع قاعدة بيانات الأفلام السويدية (السويدية)
- كارول درينكووتر على موقع قاعدة بيانات الفيلم (الإنجليزية)